# ماتریس خودتوان
در جبر خطی، ماتریس خودتوان ماتریسی است که اگر آن را در خودش ضرب کنیم، خودش حاصل شود. به عبارتی ماتریس {\displaystyle A} خودتوان است اگر و فقط اگر {\displaystyle A^{2}=A}. با توجه به تعریف ضرب ماتریس‌ها، {\displaystyle A} باید یک ماتریس مربعی باشد. با این تعریف مشخص است که ماتریس‌های خودتوان، عضو خودتوان در حلقه‌های ماتریسی هستند.

## مثال‌ها
نمونه‌هایی از ماتریس‌های خودتوان ۲×۲:
{\displaystyle {\begin{bmatrix}1&0\\0&1\end{bmatrix}}\qquad {\begin{bmatrix}3&-6\\1&-2\end{bmatrix}}}نمونه‌هایی از ماتریس‌های خودتوان ۳×۳:
{\displaystyle {\begin{bmatrix}1&0&0\\0&1&0\\0&0&1\end{bmatrix}}\qquad {\begin{bmatrix}2&-2&-4\\-1&3&4\\1&-2&-3\end{bmatrix}}}

## ماتریس ۲×۲
اگر ماتریس {\displaystyle {\begin{pmatrix}a&b\\c&d\end{pmatrix}}} یک ماتریس خودتوان با درایه‌های حقیقی باشد، آنگاه داریم:
- {\displaystyle a=a^{2}+bc}
- {\displaystyle b=ab+bd} که نتیجه می‌دهد {\displaystyle b(1-a-d)=0} بنابراین {\displaystyle b=0} یا {\displaystyle d=1-a}
- {\displaystyle c=ca+cd} که نتیجه می‌دهد {\displaystyle c(1-a-d)=0} بنابراین {\displaystyle c=0} یا {\displaystyle d=1-a}
- {\displaystyle d=bc+d^{2}}

بنابراین شرط لازم برای خودتوانی این ماتریس ۲×۲ آن است که یا ماتریس قطری باشد یا اثر آن برابر با ۱ شود؛ همچنین برای ماتریس قطری خودتوان، {\displaystyle a} و {\displaystyle d} تنها می‌توانند ۱ یا ۰ را اختیار کنند.
با نگاهی دوباره به ماتریس ارائه شده، اگر {\displaystyle b=c}، آنگاه ماتریس {\displaystyle {\begin{pmatrix}a&b\\b&1-a\end{pmatrix}}} خودتوان خواهد شد اگر {\displaystyle a^{2}+b^{2}=a}؛ بنابراین {\displaystyle a^{2}-a+b^{2}=0} یا {\displaystyle \left(a-{\frac {1}{2}}\right)^{2}+b^{2}={\frac {1}{4}}}
که نمایانگر دایره‌ای به مرکز {\displaystyle ({\frac {1}{2}},0)} و شعاع {\displaystyle {\frac {1}{2}}} است. با در نظر گرفتن θ به عنوان زاویه و در مختصات قطبی داریم:: {\displaystyle A={\frac {1}{2}}{\begin{pmatrix}1-\cos \theta &\sin \theta \\\sin \theta &1+\cos \theta \end{pmatrix}}} ماتریسی خودتوان است.
با این حال، شرط {\displaystyle b=c} ضروری نیست و هر ماتریس {\displaystyle {\begin{pmatrix}a&b\\c&1-a\end{pmatrix}}} با شرط {\displaystyle a^{2}+bc=a} خودتوان است.

## ویژگی‌ها

### وارون پذیری
تنها ماتریس خودتوانِ وارون پذیر، ماتریس همانی است.
این گزاره را می‌توان از تعریف به‌دست‌آورد؛ عبارت {\displaystyle A^{2}=A} را در نظر می‌گیریم، اکنون با فرض وارون پذیری A، این عبارت را از سمت چپ در {\displaystyle A^{-1}} ضرب می‌کنیم:
{\displaystyle A=IA=A^{-1}A^{2}=A^{-1}A=I}
همچنین می‌توان نشان داد که اگر ماتریسی خودتوان از یک ماتریس همانی کسر گردد، حاصل خودتوان است:
{\displaystyle (I-A)(I-A)=I-A-A+A^{2}=I-A-A+A=I-A}
ماتریس A خودتوان است اگر و تنها اگر برای هر عددهای صحیح مثبت n, {\displaystyle A^{n}=A}. جهت رفت این گزاره به سادگی و با فرض {\displaystyle n=2} قابل بررسی است؛ جهت برگشت اما با استقرا حاصل می‌شود: به وضوح برای {\displaystyle n=1} تساوی برقرار است {\displaystyle A^{1}=A} . اکنون فرض کنید که {\displaystyle A^{k-1}=A}؛ سپس داریم {\displaystyle A^{k}=A^{k-1}A=AA=A}، در نتیجه حکم استقرا نیز حاصل شد و بنا بر اصل استقرای ریاضی، گزاره برای هر عدد صحیح مثبت n برقرار است.

### مقادیر ویژه
تمامی ماتریس‌های خودتوان، شبه قطری هستند و مقادیر ویژه آن‌ها صفر یا یک اند.

### اثر
اثر ماتریس خودتوان، همواره برابر با رتبه ماتریس است (در نتیجه همواره برابر با یک عدد صحیح است). بنابراین یک روش ساده برای محاسبهٔ رتبهٔ یک ماتریس، یا محاسبهٔ اثر ماتریس محسوب می‌شود آنگاه که عناصر آن ماتریس به صورت دقیق مشخص نشده‌اند. (که کاربردهایی در آمار و محاسبهٔ واریانس دارد)